# Хайм, Август
Август Хайм (нем. August Heim, 13 марта 1904 — 8 мая 1976) — немецкий фехтовальщик, призёр Олимпийских игр и чемпионатов мира.

## Биография
Родился в 1904 году. В 1928 году принял участие в соревнованиях по фехтованию на рапирах на Олимпийских играх в Амстердаме, но наград не завоевал. В 1931, 1934 и 1935 годах становился бронзовым призёром Международных первенств по фехтованию. В 1936 году завоевал две бронзовые медали на Олимпийских играх в Берлине. В 1937 году стал бронзовым призёром первого официального чемпионата мира по фехтованию (тогда же Международная федерация фехтования задним числом признала чемпионатами мира все проходившие ранее Международные первенства по фехтованию).